# Station Ośno Lubuskie
Station Ośno Lubuskie is een spoorwegstation in de Poolse plaats Ośno Lubuskie.